# Carticasi
Carticasi es una población y comuna francesa, situada en la región de Córcega, departamento de Alta Córcega, en el distrito de Corte y cantón de Bustanico.

## Demografía
| 92 | 68 | 55 | 21 | 18 | 26 | 31 |
| Para los censos de 1962 a 1999 la población legal corresponde a la población sin duplicidades (Fuente: INSEE [Consultar]) |    |    |    |    |    |    |